# 马增玉
马增玉（1983年5月7日—），辽宁沈阳人，中国女子篮球運動員，亦為中国国家女子篮球队成員。

## 簡歷
2010年11月，马增玉代表中國出戰廣州亞運會，參加籃球比賽，奪得金牌。